# Sabor Quinisextum
Sabor »Quinisextum« (latinski: Concilium Quinisextum, grčki: Penthekte Synodos) poznat i pod nazivom Trulski sabor, bio je crkveni ekumenski sabor održan u Konstantinopolu godine 692.
Sazvan je 11 godina nakon Trećeg carigradskog sabora u nastojanju, da donese disciplinska pravila za Crkvu koju prethodna dva sabora (Drugi i Treći carigradski) nisu bili donijeli. Sazvao ga je i predsjedao mu bizantski car Justinijan II., a u njemu je sudjelovalo 215 biskupa, svi iz istočnih dijelova nekadašnjeg Rimskog Carstva. Svrha je bila donijeti nova, stroža pravila za Crkvu, odnosno ukinuti praksu i običaje koja su se tada smatrala poganskim.
Zbog dominacije istočnih biskupa, Sabor je u pravilu nastojao nametnuti običaje carigradske Crkve kao ortodoksiju ostalim dijelovima kršćanske Crkve. To se odnosilo na tada uobičajene prakse Crkve na Zapadu, kao što je, npr. prikazivanje Isusa kao Jaganjca Božjeg. Daleko veći spor je izazvao različit stav prema svećeničkom celibatu. Sabor je izričito dao pravo oženjenim muškarcima, da postanu svećenici i đakoni, odnosno ustanovio ekskomunikaciju za svakoga tko bi svećenika nastojao odvojiti od njegove žene.
U odlukama ovog pravoslavnog crkvenoga sabora izražena je velika netrpeljivost prema ne samo prema Zapadu i njegovim običajima, nego i prema Židovima ili antisemitizam, naročito u kanonu 11, koji bilo kakve kontakte s njima kažnjava s crkvenim kaznama, često i kaznom ekskomunikacije.
Odluke Sabora su odbačene na Zapadu. Papa Sergije I. odbio ih je potpisati, pa ga je Justinijan II. pokušao uhititi, a što je spriječeno ustankom lokalnog stanovništva. U Hispaniji je međutim vizigotski kralj Vitica natjerao Osamnaesti sabor u Toledu da pristane na odluke sabora, a zbog čega su ga napadali kasniji kroničari. Fruela I. od Asturije ukinuo je tu odluku za svoje vladavine (757. – 768.)
Pravoslavne crkve odluke ovog sabora smatraju kanonima prethodna dva sabora odnosno osnovama svog kanonskog prava. Iako su ga pojedini crkveni velikodostojnici na Zapadu prihvatili ili o njima povoljno govorili (Beda Časni, papa Hadrijan I.), današnja Katolička Crkva ne smatra ga priznatim ekumenskim saborom.